# Malek Shīr
Malek Shīr (persiska: ملک شير) är en ort i Iran.   Den ligger i provinsen Chahar Mahal och Bakhtiari, i den centrala delen av landet, 400 km söder om huvudstaden Teheran. Malek Shīr ligger 1 495 meter över havet och antalet invånare är 549.
Terrängen runt Malek Shīr är bergig åt nordväst, men åt sydost är den kuperad. Runt Malek Shīr är det ganska glesbefolkat, med 38 invånare per kvadratkilometer. Närmaste större samhälle är Refen, 7,1 km sydost om Malek Shīr. Omgivningarna runt Malek Shīr är i huvudsak ett öppet busklandskap.